# 瓦朗古雅尔
瓦朗古雅尔（法語：Vallangoujard，法語發音：[valɑ̃ɡuʒaʁ] ⓘ）是法国法兰西岛大区瓦兹河谷省的一个市镇，属于蓬图瓦兹区。

## 地理
瓦朗古雅尔（49°8'23"N, 2°6'43"E）面积7.6 平方千米，位于法国法蘭西島大區瓦兹河谷省，该省份为法国北部内陆省份，北起瓦兹省，西接厄尔省，南至塞纳-圣但尼省、上塞纳省和伊夫林省，东临塞纳-马恩省。
与瓦朗古雅尔接壤的市镇（或旧市镇、城区）包括：默努维尔、埃皮艾-吕、韦克桑地区埃鲁维尔、拉布维尔、利维利耶、特维尔。

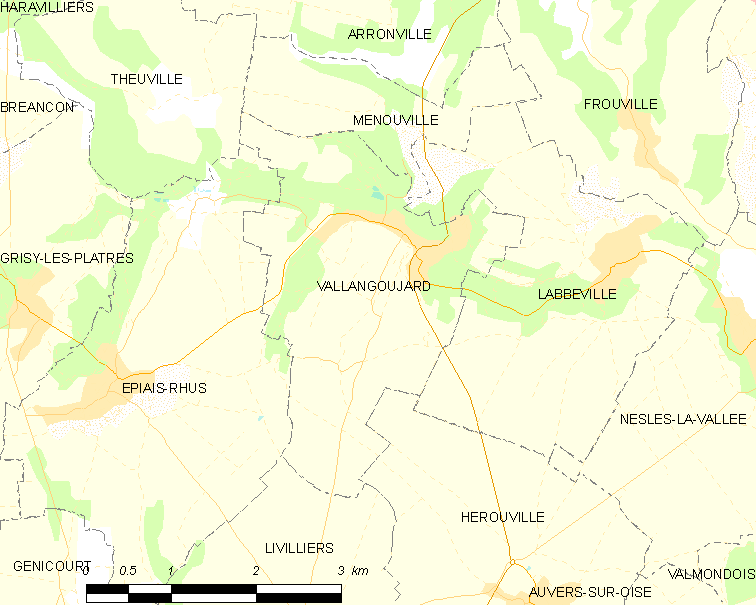
瓦朗古雅尔的OSM定位图

瓦朗古雅尔的时区为UTC+01:00、UTC+02:00（夏令时）。

## 行政
瓦朗古雅尔的邮政编码为95810，INSEE市镇编码为95627。

## 政治
瓦朗古雅尔所属的省级选区为蓬图瓦兹县。

## 人口

1962-2008年间瓦朗古雅尔人口变化图示

瓦朗古雅尔于2022年1月1日时的人口数量为616人。